# Ortles

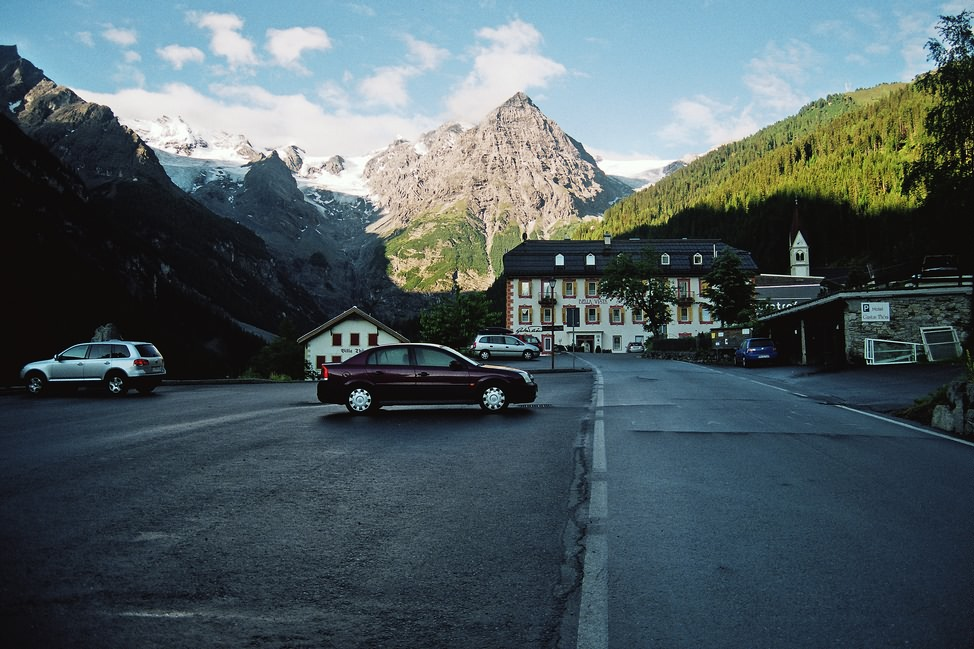
Pohled na Ortler z Trafoi

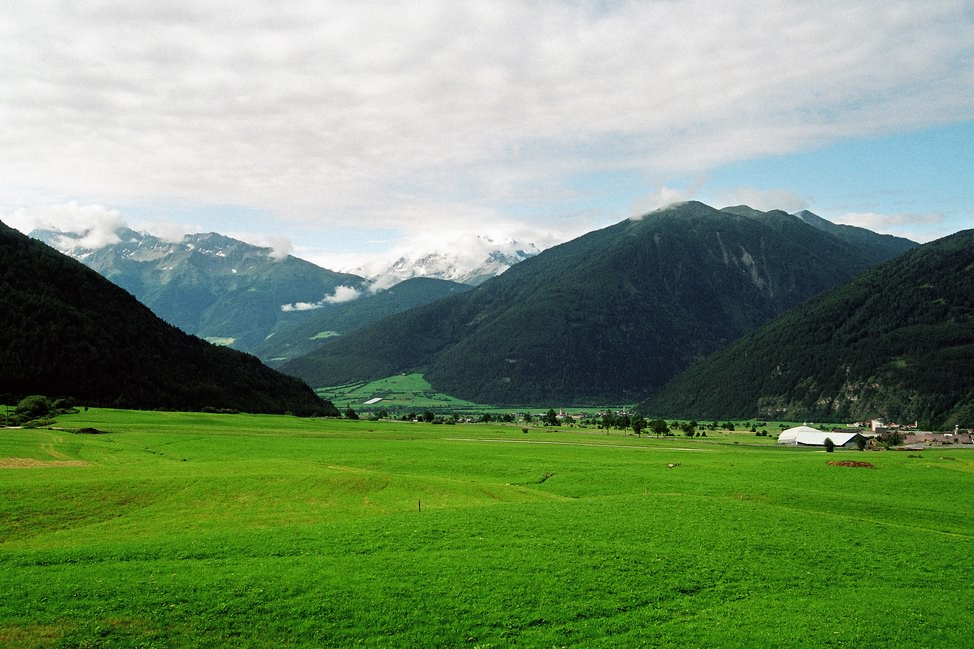
Pohled na Ortles od Reschenpass

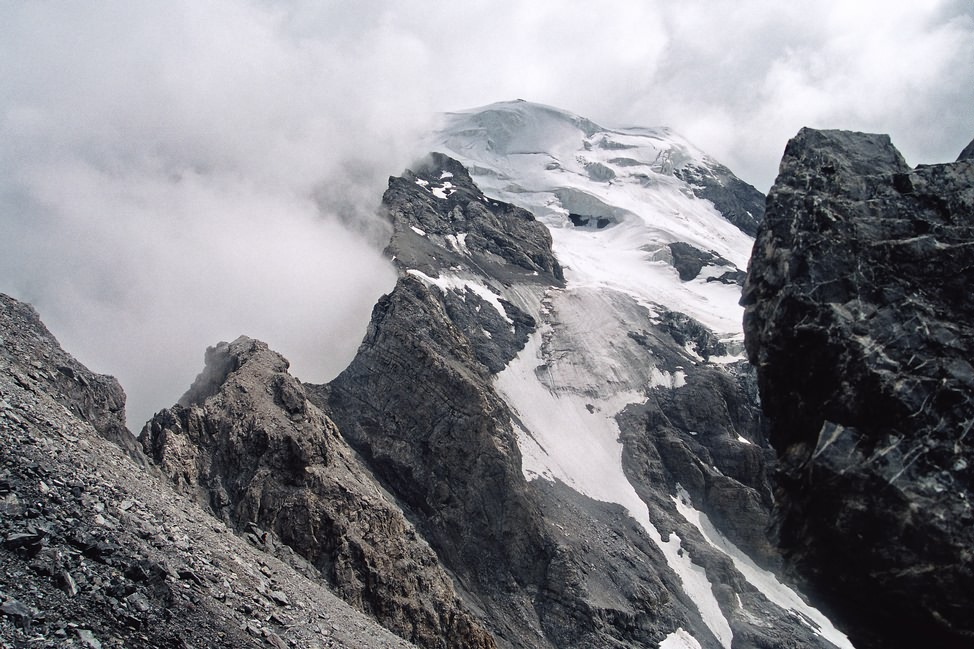
Pohled na Ortler od chaty Payerhütte

Ortles (italsky) či Ortler (německy) je plošně rozsáhlá (2 050 km²), bohatě zaledněná skupina Východních Alp. Ortles je vedle masivu Bernina nejvyšším horským celkem Východních Alp. Patnáct vrcholů dosahuje výšku 3 600–3 900 metrů, dalších 15 vrcholů přesahuje hranici 3 500 metrů. Celkem zde leží na 80 vrcholů vyšších 3 000 m a téměř stovka ledovců. Největším ledovcem pohoří (ale také celých Východních Alp) je Ghiaciao dei Forni (17 km²), který snese srovnání s ledovci Západních Alp. Dalšími velkými ledovci jsou Vedretta del Cevedale a Vedretta di Solda.

## Poloha
Severní hranici tvoří dlouhé údolí Val Venosta, která dělí Ortles od Ötztalských Alp. Jih je ohraničen údolím Val di Sole (říčka Noce), silniční sedlo Passo di Tonale odděluje pohoří od masivu Adamello – Presanella. Údolí Val Camonica (řeka Adda), tvoří západní hranici a hluboké údolí Adige jej ohraničuje od východu.

## Geologie
Geologická struktura je složitá a pestrá. Zatímco centrální část pohoří je tvořena především rulou, břidlicemi a žulou, západní oblasti dominuje mohutná vápencová vrstva, která je základním stavebním prvkem nejvyšších vrcholů Ortler a Monte Zebrú.

## Členění masivu
Celé pohoří dělíme do několika samostatných horských celků. Hřeben Cattena di Zebrú na severu prezentují nejvyšší štíty pohoří. Západ území prezentuje skupina Cattena di Forno a Cattena di Confinale. Střed pohoří vyplňuje vysoký, souvisle zaledněný hřeben Cevedale – Vioz. Z uzlového sedla Passo Cevedale vybíhají na východ menší horské celky Vertana a Venezia v hřebeni Cattena di Martelo. Západně od sedla Gavia je to malá skupina Sobretta a nejvýchodnější část území zaujímá nižší horský masiv Nonsberské Alpy.

## Vrcholy
| Název            | metry |
| ---------------- | ----- |
| Ortler           | 3 902 |
| Königsspitze     | 3 857 |
| Monte Cevedale   | 3 778 |
| Monte Zebrù      | 3 735 |
| Palón della Mare | 3 705 |
| Punta San Matteo | 3 692 |
| Monte Vioz       | 3 645 |
| Punta Thurwieser | 3 641 |
| Pizzo Tresero    | 3 602 |
| Vertainspitze    | 3 541 |
| L'Angelo Grande  | 3 521 |
| Tuckettspitze    | 3 458 |
| Veneziaspitze    | 3 384 |
| Croda di Cengles | 3 378 |
| Monte Confinale  | 3 370 |
| Monte Sobretta   | 3 296 |

## Historie
K pohoří Ortles se vztahuje bohatá historie. Toto území bylo vždy v pásmu mocenských střetů (Italové, Retorománi a Tyrolané). V první světové válce zde probíhala až po vrchol Ortler frontová linie dlouhá 450 km. Dodnes narazíme na mnoha místech na pozůstatky bojů – Průsmyk Stelvio, Königspitze, Passo di Tonale a další lokality. Horolezecké objevování hor spadá do období kolem r. 1800. V létě 1804 místní lovec kamzíků Josef Pichler vystoupil jako první na Ortler. V létech 1862–1869 byly vybudovány první turistické chaty. Např. hlavní výchozí chata pro výstup na Ortler – Payerhütte byla postavena v r. 1875 pražskou sekcí DÖAV.

## Národní park
Celé území bylo v r. 1935 na ploše 96 000 ha vyhlášeno za Národní park Stelvio, v r. 1977 přibylo dalších 38 000 ha (provincie Brescia a Sondrio). Na území NP je chráněna především typická alpská zvířena – kamzíci (3000 kusů), početné kolonie svišťů (na 6 000 exemplářů), dále srnčí a jelení zvěř, orli skalní a další. Vzhledem k jižní orientaci se až do výše 2 300 m setkáme s bohatými lesy, do výšky 2 500 m se rozprostírají horské louky. Z rostlin narazíme na množství zvonků, protěží, alpských růží, arniky a hořců apod.

## Infrastruktura
Velmi hustá síť značených turistických chodníků, dostatečná infrastruktura ubytovacích a stravovacích zařízení i vysoko položených chat (nejvýše stojící chatu najdeme ve výši 3 535 m pod vrcholem Monte Vioz), nepoměrně teplejší počasí nežli jinde v Centrálních Alpách – to vše způsobuje velkou oblíbenost mezi turistickou veřejností.